# Ipsonas
Ipsonas (gr. Ύψωνας) – miasto w Republice Cypryjskiej, w dystrykcie Limassol. W 2011 roku liczyło 11 117 mieszkańców. Położone jest kilka kilometrów na zachód od miasta Limassol. Południowa część miasta graniczy z brytyjską bazą wojskową Akrotiri.